# Javiera Ovalle
Javiera Ovalle Sazié (Coya, 2 de diciembre de 1980) es una artista visual chilena. Participó en la VI Bienal del Museo Nacional de Bellas Artes de Santiago de Chile. En 2010 participó en el Festival Internacional de Reciclaje Artístico de Cataluña Drap-Art en el Centro de Cultura Contemporánea de Barcelona. Ha mostrado su trabajo en diversas ciudades y contextos.

## Formación artística
Egresada el 2001 del Bachillerato en Artes en la Universidad Católica de Valparaíso, Chile. Obtiene en el año 2005 una Licenciatura en Artes en la Universidad de Playa Ancha de Ciencias de la Educación, Valparaíso; y en el año 2011 un Master en Bellas Artes, MFA in Studio Arts, Fibres Concetration, en la Universidad Concordia, Montreal, Canadá.

## Obra
Desarrolla su trabajo en el campo de la instalación y la intervención urbana, utilizando la fotografía, el video, la escritura y el dibujo. Respecto del rol que juega su biografía en su trabajo, ha señalado:

Yo nací y crecí en Coya, un pueblo de montaña, que a su vez, es un campamento minero; por lo que lo industrial y lo natural se mezclaban con una agraciada y siniestra espontaneidad. Eso me caló. Creo que de ahí viene la manera cómo entiendo las posibilidades que existen en un determinado paisaje cultural, y además, cómo el vivir en provincia y mantenerse alejado de las capitales entrega un espacio para crear historias mínimas que se vuelven colosales.

Hay algo en este entorno que nos lleva a manejarnos con la libertad enmarcada en un contexto, donde el pueblo chico lleva un infierno grande. Yo creo que esa dualidad me ha llevado a resignificar los procesos de mi entorno.

## Residencias
Ha participado en distintas residencias artísticas, entre las que destacan: La ría, Guayaquil, Ecuador (2017); Peras de Olmo, Buenos Aires, Argentina (2015); Cancha, Santiago, Chile (2014); Gálvez Inc, Valparaíso, Chile (2012); Ecósysteme-Projet de résidences d’artistes en arts Visuels entre Montréal et Valparaiso, Quartier Éphémère, Fonderie Darling, Montreal, Canadá (2006).

## Premios y distinciones
- 1996 Primer premio concurso de poesía, Biblioteca Eduardo Geyter, Rancagua, Chile.
- 2004 Fondos Iniciativas Juveniles, Proyecto Equipaje para una desaparición, Balmaceda 1215, Valparaíso, Chile.
- 2008 FONDART, Santiago, Chile.
- 2008 Concordia University International Tuition Remission Fee Award, Montreal, Canadá.
- 2008 Concordia University Graduate Fellowship, Montreal, Canadá.
- 2009 Small Grants Program, Concordia University, Montreal, Canadá.
- 2011 FOFA Travel Fund, Concordia University, Montreal, Canadá. 2001 Mención Especial del jurado Bienal de Universidad de Playa Ancha, Valparaíso, Chile.
- 2011 Small Grants Program, Concordia University, Montreal, Canadá.

## Exposiciones individuales
- 2003 Tetraminia, Sala Paseo Muelle Barón, Valparaíso, Chile.
- 2005 Bordespejear, Sala Ras, Valdivia, Chile.
- 2006 Falling gloves, Studio Fonderie Darling, Montreal, Canadá.
- 2007 Anagramas Instalados, Espacio G, Laboratorio de Arte y Reflexión Social, Valparaíso, Chile.
- 2008 Tiempo Ducha, Galería H10, Valparaíso, Chile.
- 2011 Anagramanicure, MFA Gallery, Montreal, Canadá.
- 2012 Dislexia Daltónica, Atom Heart, Montreal, Canadá.
- 2013 Laborinto, Galería Mil m2, Santiago, Chile.
- 2013 Séptimo Continente, Galería Abierta Costanera, Santiago, Chile.